# Севастопольгаз
ПАТ «Севастопольга́з» — публічна компанія зі штаб-квартирою в місті Севастополь, яка займалася розподіленням, транспортуванням та постачанням газу в Севастополі.

## Історія
У 1967 році Наказом міністра комунального господарства УРСР №617 створена перша контора з експлуатації газового господарства.
У 1975 році Постановою Кабінету мністрів УРСР на базі існуючих контор з експлуатації газового господарства утворено Севастопольське об'єднання газового господарства.
1 січня 1993 року об'єднання перейменовано на ДП «Севастопольгаз».
21 жовтня 1998 року ДП «Севастопольгаз» реорганізовано у відкрите акціонерне товариство.
У 2011 році «Севастопольгаз» реорганізовано у публічне акціонерне товариство.
У вересні 2012 року державні активи «Севастопольгазу» розміром у близько 25% акцій придбала компанія «Газтек», власником якої був олігарх Дмитро Фірташ.
По окупації Севастополя окупаційна влада оголосила про націоналізацію газових мереж, які належали «Севастопольгаз». Саме підприємство теж планувалося націоналізувати.
28 лютого 2015 року на позачерговому засіданні сесії так званих «Законодавчих зборів Севастополя» винесено законопроєкт про націоналізацію 35 підприємств міста, у тому числі і «Севастопольгазу».
Незважаючи на спроби націоналізації підприємства, воно продовжувало діяльність вже в окупованому Севастополі, перебуваючи у власності «Group DF». Натомість окупаційною владою було створено державне унітарне підприємство «Севастопольгаз», яке і стало власником газових мереж міста, а ПАТ «Севастопольгаз» орендувало газові мережі, продовжуючи свою діяльність постачальника газу.